# Pierre Bourdieu
(Pierre Bourdieu)
Pierre Bourdieu (Denguin, 1º agosto 1930 – Parigi, 23 gennaio 2002) è stato un sociologo e antropologo francese.

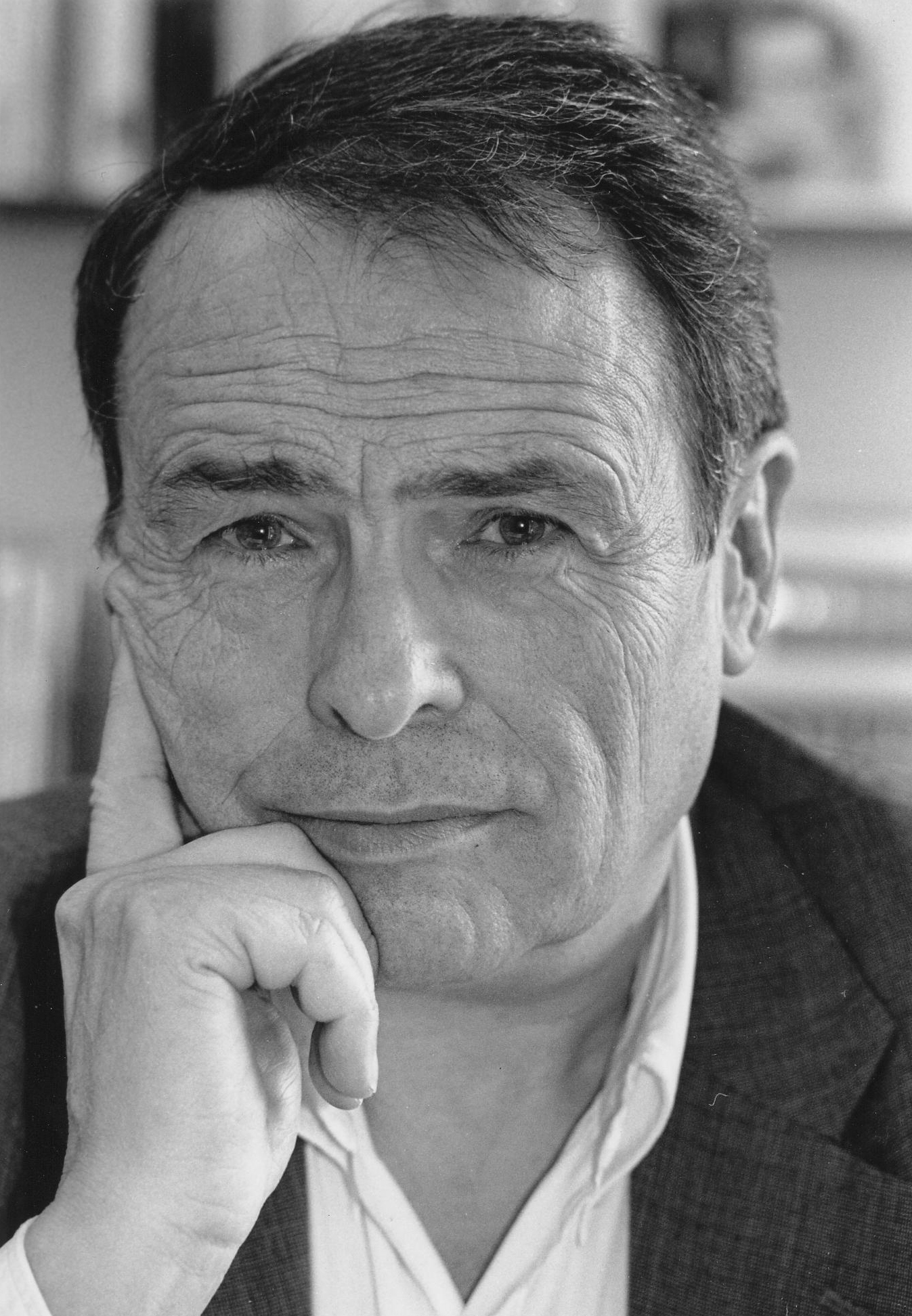
Bourdieu

Bourdieu è considerato come uno dei sociologi più importanti della seconda metà del XX secolo. Per il suo impegno nel dibattito pubblico, negli ultimi anni della sua vita è stata una delle figure più importanti della vita intellettuale francese. Il suo pensiero ha esercitato un'influenza considerevole all'interno delle scienze umane e sociali, in particolare sulla sociologia francese del dopoguerra. Il suo quadro teorico ha avvicinato il suo pensiero ad una visione deterministica del sociale che ha sempre difeso. La sua opera sociologica è dominata da un'analisi dei meccanismi di riproduzione delle gerarchie sociali. Bourdieu insiste sull'importanza dei fattori culturali e simbolici all'interno di questa riproduzione, criticando al contempo il primato attribuito dall'analisi marxista ai fattori economici. Bourdieu sostiene che la capacità degli agenti sociali in posizione dominante ad imporre le loro "produzioni" culturali e simboliche giocano un ruolo determinante nei rapporti sociali di dominazione. È quella che Pierre Bourdieu chiama violenza simbolica, concetto fondamentale della sua analisi sociologica, che definisce come la capacità di nascondere l'arbitrarietà di queste produzioni simboliche, e quindi di farle ammettere come legittime agli attori sociali dominati. 

## Biografia
Dopo aver studiato al liceo di Pau e poi al liceo Louis-le-Grand a Parigi, entra all'École Normale Supérieure (ENS) di Parigi, nel 1951. Agrégé di filosofia nel 1954, insegna l'anno successivo al liceo di Moulins (Allier). Tra il 1955 e il 1958 fa il servizio militare in Algeria, allora in guerra. Diventa quindi assistente all'università di Algeri.
Tornato in Francia nel 1960, come assistente alla Sorbona, nel 1961 è professore incaricato all'università di Lilla. Nel 1964 viene nominato direttore di studi all'Ecole pratique des hautes études (VI sezione) e nel 1981 è chiamato alla cattedra di sociologia del Collège de France. Dirige il Centro di Sociologia Europea (del Collège de France e dell'École des hautes études en sciences sociales), e le riviste "Actes de la recherche en sciences sociales" (fondata nel 1975) e "Liber".
Diventa dottore honoris causa della Università libera di Berlino (1989), membro dell'Accademia Europea e dell'American Academy of Arts and Sciences, medaglia d'oro del CNRS (1993), dottore honoris causa dell'Università Johann Wolfgang Goethe di Francoforte (1996).
Nel 1999 è stato insignito del titolo di "duca di Desarraigo", dal Sovrano del Regno di Redonda.
Pierre Bourdieu è scomparso il 23 gennaio del 2002.

## Il pensiero
Nella modernità il mondo sociale appare a Pierre Bourdieu come diviso in quelli che lui chiama campi. La differenziazione delle attività sociali ha costituito una serie di spazi sociali, come il "campo artistico" o il "campo politico", ognuno dei quali specializzato nella realizzazione di una determinata e specifica attività sociale. Ogni campo è relativamente autonomo verso il sistema sociale preso nel suo complesso e all'interno di ogni campo si creano gerarchie e dinamiche di dominio che derivano dalla lotta per la conquista della posizione dominante. Dunque, in accordo con l'analisi della sociologia marxista, Pierre Bourdieu riconosce l'importanza del ruolo svolto dalla lotta e dal conflitto sociale per il funzionamento della società. Tuttavia, per il sociologo francese il conflitto, la lotta, si realizza prima di tutto all'interno di ogni campo sociale, dove si scontrano gli agenti sociali dominanti e quelli dominati di quello specifico campo. Lotta che ha come obiettivo la conquista del dominio del campo.
Pierre Bourdieu ha inoltre sviluppato, all'interno di una sua teoria dell'azione sociale, un altro importante concetto, quello di habitus, che ha esercitato una grande influenza nelle scienze sociali. Con questa teoria Bourdieu punta a dimostrare che gli agenti sociali sviluppano delle strategie, che si fondano su un piccolo numero di disposizioni acquisite per socializzazione e che, anche se inconsapevolmente, sono necessarie per sopravvivere nel mondo sociale. Quindi l'habitus è il principio d'azione degli agenti sociali esercitato all'interno del campo sociale. Quest'ultimo è lo spazio sociale all'interno del quale si realizza la competizione fra i diversi agenti per il dominio. Gli agenti che sono già in posizione di "comando" all'interno del campo sociale utilizzano la violenza simbolica per mantenere il proprio controllo.

### Il capitale culturale
Pierre Bourdieu studiando le relazioni tra la disuguaglianza sociale e la cultura ha proposto di affiancare all'analisi del capitale economico, gli aspetti del capitale sociale ovvero l'insieme delle relazioni interpersonali che portano alla crescita delle altre forme di capitale individuale, e il capitale culturale inteso come le competenze, le capacità del saper fare e di espressione sviluppate nel corso della propria socializzazione di classe, infine la combinazione di questi produce il capitale simbolico che fa interiorizzare inconsciamente nei dominanti e nei dominati le ragioni di questa discrepanza.
Analizzando il capitale culturale ha distinto tre tipi : "capitale culturale incorporato" è quello interiorizzato col tempo e si manifesta con atteggiamenti permanenti automatici che danno l'impressione di essere innati, "capitale culturale istituzionalizzato" è l'insieme dei titoli di studio, "capitale culturale oggettivato" è formato dai beni materiali posseduti e trasmissibili.

### La critica del sistema scolastico francese
In La riproduzione (La reproduction in francese, scritto in collaborazione con Jean-Claude Passeron), Bourdieu sviluppa un'analisi estremamente critica nei confronti del sistema scolastico il quale, come da titolo, ha secondo lui come risultato di "riprodurre" la struttura sociale esistente, e non la mobilità sociale che si prefiggerebbe come scopo dichiarato. Ciò avverrebbe perché l'educazione, in particolar modo quella umanistica, inculcherebbe non tanto il sapere, ma degli habitus che riguardano il rapporto col sapere. Questi habitus sarebbero convergenti con gli habitus familiari di certi gruppi sociali, che dunque si ritroverebbero avvantaggiati rispetto ad altri. In questo modo, il sistema scolastico non tenderebbe a selezionare chi possiede il sapere, ma chi appartiene a una determinata classe sociale.

### Contadini: laclasse oggetto
Definì la classe rurale dei contadini la classe oggetto per il suo assoggettamento alle altre classi.

## Opere
- Sociologie de l'Algérie, P.U.F., Paris, 1956
- The Algerians, Beacon Press, Boston, 1962
- con A. Darbel, J. P. Rivet e C. Seibel, Travail et travailleurs en Algérie, Mouton, Paris, 1963
- con Abdelmalek Sayad, Le déracinement. La crise de l'agriculture traditionnelle en Algérie, Minuit, Paris, 1964
- con J. C. Passeron, Les héritiers, Minuit, Paris, 1964
- con J. C. Passeron, Les étudiants et leurs études, Mouton, Paris, 1964
- con Luc Boltanski, R. Castel e J.C. Chamboredon, Un art moyen. Essai sur les usages sociaux de la photographie, Minuit, Paris, 1965.
- con J. C. Passeron e M. de Saint-Martin, Rapport pédagoqique et communication, Mouton, Paris, 1965
- con A. Darbel, L'Amour de l'art, Minuit, Paris, 1966
- con J. C. Passeron e J. C. Chamboredon, Le Métier de sociologue, Mouton-Bordas, Paris, 1968; Zur Soziologie der symbolischen Formen, Suhrkamp, Frankfurt, 1970
- con J.-C. Passeron, La reproduction. Eléments pour une théorie du système d'enseignement, Minuit, Paris, 1970
- con Luc Boltanski e P. Maldidier, La défense du corps, in Social Science Information, vol. 10, nº 4, pp. 45–86, 1971
- con Luc Boltanski, Le titre et le poste : rapports entre système de production et système de reproduction, in Actes de la recherche en sciences sociales, vol. 1, nº 2, pp. 95 – 107, 1975.
- con Luc Boltanski, Le fétichisme de la langue, in Actes de la recherche en sciences sociales, vol. 1, nº 4, pp. 2– 32, 1975.
- con Luc Boltanski, La production de l'idéologie dominante, in Actes de la recherche en sciences sociales, vol. 2, nº 2-3, 1976, pp. 4–73.
- Esquisse d'une théorie de la pratique, Droz, Genève, 1972
- La distinction. Critique sociale du Jugement, Minuit, Paris, 1979
- Le Sens pratique, Minuit, Paris, 1980
- Questions de sociologie, Minuit, Paris, 1980
- Ce que parler veut dire. L'économie des échanges linguistiques, Fayard, Paris, 1982
- Homo academicus, Minuit, Paris, 1984
- Choses dites, Minuit, Paris, 1987
- L'ontologie politique de Martin Heidegger, Minuit, Paris, 1988
- La noblesse d'état, Paris, 1988
- Réponses. Pour une anthropologie réfléxive, Paris, 1992
- Les Règles de l'art. Genèse et structure du champ littéraire, Seuil, Paris, 1992
- La Misère du monde, Paris, 1993
- Libre-échange, Paris, 1994
- Raisons pratiques. Sur la théorie de l'action, Seuil, Paris, 1994.
- Sur la télévision; suivi de l'emprise du journalisme, Paris & Dijon-Quetigny: Éditions Liber, distribution Seuil
- Méditations pascaliennes. Éléments pur une philosophie négative, Paris: Seuil
- La domination masculine, Seuil, Paris, 1998

### Traduzioni in italiano
- con Alain Darbel L' amore dell'arte. Le leggi della diffusione culturale. I musei d'arte europei e il loro pubblico, Guaraldi, 1972
- La distinzione. Critica sociale del gusto, Il Mulino, 1983
- La parola e il potere: l'economia degli scambi linguistici, Guida, 1988
- Il corpo tra natura e cultura, Franco Angeli, 1988
- Führer della filosofia? L'ontologia politica di Martin Heidegger, Il Mulino, 1989
- Lezione sulla lezione, Marietti, 1991
- La responsabilità degli intellettuali, Laterza, 1991
- Risposte. Per un'antropologia riflessiva, Bollati Boringhieri, 1992
- Ragioni pratiche, Il Mulino, 1995
- Sulla televisione, Feltrinelli, 1997
- Meditazioni pascaliane, Feltrinelli, 1998
- Il dominio maschile, Feltrinelli, 1999, 2ª ed.
- Gli usi sociali della scienza. Per una sociologia clinica del campo scientifico, Seam, 1999
- Controfuochi, PL Promozione Libri, 1999
- La distinzione. Critica sociale del gusto, Il Mulino, 2001
- Controfuochi [vol 2]. Per un nuovo movimento europeo, Manifestolibri, 2001
- Campo del potere e campo intellettuale, Manifestolibri, 2002
- Per una teoria della pratica. Con tre studi di etnologia cabila, Milano, Raffaello Cortina, 2003
- Il mestiere di scienziato. Corso al Collège de France 2000-2001, Feltrinelli, 2003
- Il senso pratico, Armando, 2003
- Le strutture sociali dell'economia, Asterios, 2004
- con Luc Boltanski e Robert Castel La fotografia. Usi e funzioni sociali di un'arte media, Guaraldi, 2004, 2ª ed.
- Il mondo sociale mi riesce sopportabile perché posso arrabbiarmi, Nottetempo, 2004
- Questa non è un'autobiografia. Elementi di autoanalisi, Feltrinelli, 2005
- Le regole dell'arte. Genesi e struttura del campo letterario, Il Saggiatore, 2005
- Proposta politica. Andare a sinistra, oggi, Castelvecchi, 2005
- Sul concetto di campo in sociologia, Armando, 2010
- Cose dette. Verso una sociologia riflessiva, Orthotes Editrice, Napoli-Salerno 2013
- Homo Academicus, Edizioni Dedalo, 2013
- La miseria del mondo, Mimesis Edizioni, 2015
- con Jean Claude Passeron, La riproduzione, sistemi di insegnamento e ordine culturale, Guaraldi editore 1972
- con Luc Boltanski, R. Castel e J.C. Chamboredon,La fotografia: usi e funzioni sociali di un'arte media, 2004, Guaraldi, Rimini.